# Kutyám, Jerry Lee
A Kutyám, Jerry Lee (eredeti cím: K-9)  1989-ben bemutatott amerikai akcióvígjáték James Belushi és Mel Harris főszereplésével. A film rendezője Rod Daniel, forgatókönyvírói Steven Siegel és Scott Myers, producerei Lawrence Gordon és Charles Gordon.
1989. április 28-án mutatta be a Universal Pictures. További két folytatás is készült; Kutyám, Jerry Lee 2. (1999) és Kutyám, Jerry Lee 3. (2002) címmel.
A filmet a kaliforniai San Diegóban és környékén forgatták 1988 augusztusa és októbere között. A forgatási helyszínek között szerepelt a Hotel del Coronado (Coronado) és a Golden Hills Cafe (Golden Hills negyed).

## Cselekmény
Michael Dooley, a San Diego-i rendőrség nyomozója elhagyja jelöletlen rendőrautóját, hogy kapcsolatba lépjen barátnőjével, Tracyvel, amikor hirtelen megjelenik egy helikopter, és tüzet nyit az autójára, amely kigyullad. A merénylők halottnak vélve őt, elhagyják a helyszínt. A rendőrőrsön Dooley vitatkozik a hadnagyával, nem hajlandó társat fogadni; helyette elfogadja, hogy szerez egy rendőrkutyát.
Otthon Tracy-t egy másik férfival találja, így az éjszakát a saját autójában, egy klasszikus 1966-os Ford Mustang kabrióban tölti (ő maga „65-ösnek” nevezi).
Másnap Dooley rákényszeríti Freddie-t, az informátorát, hogy elárulja: a támadásért Ken Lyman drogbáró felelős, akit Dooley két éve üldöz. Dooley egy Jerry Lee nevű, agresszív német juhászkutyát kap, akivel eleinte kölcsönösen nem kedvelik egymást.
Dooley és Jerry Lee egy raktárba indulnak, amelyről feltételezik, hogy tele van droggal. Dooley parancsba adja neki, hogy találjon drogot, de Jerry Lee csak egy marihuána csikket talál, mire a munkások kinevetik, így Dooley kénytelen távozni.
A duó egy kocsmához tart, ahol Dooley lecsap Bennyre, “az öszvérre”, hogy megpróbálja megvádolni Lymant. Amikor az álcája lelepleződik, Jerry Lee megmenti Dooleyt a veréstől; a kutya segítségével Dooley megfékezi Bennyt, és megtudja, hol van Lyman következő szállítmánya.
Eközben Lyman megöli Freddie-t, és követeli, hogy a csatlósa, Dillon ölje meg Dooleyt, mielőtt a szállítmány megérkezik.
Dooley lakásán Jerry Lee reflektorfénybe kerül, amikor Tracy elfogadja Dooley történetét, miszerint ő mentette meg a kutyát az utcáról.
Dooley és Jerry Lee kötődni kezdenek egymáshoz, amikor együtt esznek és kémkednek Lyman után. Kettejüket majdnem megölik, amikor valaki rájuk lő, és egy üres épületig üldözik a támadót. Jerry Lee elvezeti Dooleyt a férfihez, aki a Dooleyval folytatott ökölharc után a halálba zuhan. A férfi autójában Dooley talál egy nyomot, amely egy autókereskedéshez vezet. Ott Jerry Lee azonosítja a Lyman tulajdonában lévő piros Mercedest, és Dooley megtudja Halsteadtől, a kereskedés tulajdonosától, hogy Lymannak dolgozik. Később Jerry Lee beleszeret egy uszkárba, a tulajdonos rosszallására.
Amikor Dooley hazatér, felfedezi, hogy Lyman elrabolta Tracy-t. Dooley feldühödve betör egy partira Lyman kúriájában, és követeli a lányt. Lyman úgy tesz, mintha nem tudna semmiről, Dooleyt pedig saját osztályának egyik tisztje letartóztatja, és egy járőrkocsiba ülteti. Dooley hadnagya őrültnek nevezi őt. Amikor Jerry Lee puffadása bosszantja a többi rendőrt, Dooley kihasználja ezt, és a kutyával megszökik.
Miközben Dooley elmeséli Jerry Lee-nek, hogyan találkozott Tracyvel, észrevesz egy Halstead által vezetett teherautót, amely egy pótkocsit húz Lyman Mercedesével. Dooley követi a teherautót, és Halsteadnek közben kilyukad a kereke. Miután Halstead rálő Dooleyra, Jerry Lee megállítja Halsteadet és feltartóztatja.
Eközben a San Diegó-i sivatagban rekedt Lyman túsznak tartja Tracyt a limuzinjában, és gyanút fog, amikor Halstead késik. Dooley megérkezik a teherautóval és a pótkocsival, amelyről kiderül, hogy a következő drogszállítmány. Dooley már nem aggódik az ügy miatt, és utasítja Lymant, hogy adja át neki a barátnőjét, különben felrobbantja a teherautót. Lyman rájön Dooley blöffjére, és lövöldözés következik. Dooley megöli Lyman csatlósát, Dillont, Jerry Lee pedig üldözőbe veszi Lymant, aki a helikopteréhez menekül. Mivel Lyman nem tudja lehagyni a kutyát, lelövi Jerry Lee-t. Dooley dühében Lymanre lő, de nem talál. Lymant ehelyett a helikopterben várakozó társai lövik le és ölik meg.
Dooley és Tracy kórházba sietnek Jerry Lee-vel, ahol a vonakodó sebész megoperálja. A lábadozóban Dooley búcsúbeszédet mond Jerry Lee-nek, nem tudván, hogy a kutya életben van és fülel. Amikor a sebész közli vele, hogy a kutya rendbe fog jönni, Dooley dühös, mert azt gondolta, hogy egy halott kutyához mondott búcsúbeszédet. Jerry Lee szeretetből megnyalja Dooley arcát, aki így már nem tud haragudni rá.
Hogy kikapcsolódjanak a rendőri munkából, Dooley, Tracy, Jerry Lee és egy uszkár együtt nyaralnak Las Vegasban.

## Szereplők
| Színész        | Szerep                 | Magyar hang        | Magyar hang           |
| Színész        | Szerep                 | 1. szinkron (1989) | 2. szinkron (2022-23) |
| -------------- | ---------------------- | ------------------ | --------------------- |
| James Belushi  | Michael Dooley nyomozó | Koroknay Géza      | Czvetkó Sándor        |
| Mel Harris     | Tracy                  | Andresz Kati       | Erdős Borcsa          |
| Kevin Tighe    | Lyman                  | Tolnai Miklós      | Péter Richárd         |
| James Handy    | Byers                  | Kristóf Tibor      | Galbenisz Tomasz      |
| Ed O’Neill     | Brannigan              | Beregi Péter       | Megyeri János         |
| Sherman Howard | Dillon                 | Szarvas József     |                       |
| Daniel Davis   | Halstead               | Gruber Hugó        | Nagy Gábor            |
| Cotter Smith   | Gilliam                | Nagy Gábor         | Orbán Gábor           |

## Fordítás
- Ez a szócikk részben vagy egészben  a   K-9 (film) című angol Wikipédia-szócikk fordításán alapul.  Az eredeti cikk szerkesztőit annak laptörténete sorolja fel. Ez a jelzés csupán a megfogalmazás eredetét és a szerzői jogokat jelzi, nem szolgál a cikkben szereplő információk forrásmegjelöléseként.